# Conta-me como foi
Conta-me como Foi est une série télévisée portugaise, créée par Miguel Ángel Bernardeau, elle est adaptée de la telenovela espagnole Cuéntame cómo pasó. La série a pour objectif de retracer l'ambiance socioéconomique dans la fin des années 1960 du XXe siècle au Portugal. 
Au Portugal, la série est diffusée depuis le 22 avril 2007 sur RTP1, la série est aussi diffusée sur la chaîne internationale portugaise, RTPi. Le dernier épisode de la série a été diffusé le 25 avril 2011, pour faire coïncider avec la Révolution des œillets de 1974.
En février 2019, RTP a annoncé que la série, après huit ans de mise en sommeil, serait renouvelée pour 52 épisodes supplémentaires, avec une intrigue résolument tournée vers les années 1980. Le premier épisode de la sixième saison a été diffusé le 7 décembre 2019, avec les Lopes entrant en 1984. Son dernier épisode de la série a été diffusé le 16 septembre 2023.

## Synopsis
L'histoire commence en mars 1968 dans la capitale portugaise. La famille Lopes, originaire de la province du Portugal, de classe moyenne, qui ont quelques difficultés financières, mais même comme ça, ils se permettent quand même l'achat d'une télévision et les laissent avec le rêve d'acheter une petite voiture.
La famille Lopes est composée par le père, António qui travaille comme commis au Ministère des finances portugais, mais les revenus de son travail ne suffit pas pour subvenir à lui et sa famille, mais il possède aussi une autre activité dans la typographie. La mère de famille, Margarida, possède et travaille dans une boutique de couture. La fille ainée, Isabel travaille dans un salon de coiffure. La grand-mère, Hermínia, qui a quitté la campagne portugaise pour vivre avec la famille dans la capitale. Le fils du milieu, Toni, étudie pour entrer à l'université et pour être avocat et enfin le jeune Carlitos, qui possède une imagination débordante.
La famille vit dans un petit quartier de la capitale, les six personnages principaux vivent dans le même appartement. La série raconte la vie quotidienne de la famille, avec plusieurs thèmes à problèmes pendant l'époque du Salazarisme, avec plusieurs moments d'émotions.

## Distribution

### Acteurs
Ce tableau présente les 6 acteurs principaux
| Acteur           | Personnage                        |
| Miguel Guilherme | António Lopes                     |
| Rita Blanco      | Maria Margarida Marques Lopes     |
| Catarina Avelar  | Hermínia Marques                  |
| Rita Brütt       | Maria Isabel Marques Lopes        |
| Fernando Pires   | António José "Tóni" Marques Lopes |
| Luis Ganito      | Carlos Manuel Marques Lopes       |

D'autres acteurs apparaissent fréquemment. Leurs relations par rapport aux personnages principaux et leur rôle sont expliqués dans la section Autres personnages récurrents ci-après.